# هادي سعيد السباك
هادي سعيد السباك، (1926-2004)، طبيب وجراح عراقي، حصل على شهادة ماجستير في جراحة الكسور والعظام من جامعة ليفربول عام 1957.

## حياته وأعماله
ولد في مدينة النجف عام 1345هـ/1926م، وكانت النجف في ذلك الوقت قضاء تابع لمتصرفية لواء كربلاء، وآل السباك أسرة معروفة في النجف. عمل والدهُ في الأعمال الحرة، وتوفي عندما كان ابنه في العاشرة من عمرهِ. بعد أن أكمل دراسته في مدارس النجف، دخل كلية الطب الملكية العراقية في بغداد عام 1943، وتخرج منها عام 1949، ثم حصل على شهادة ماجستير في الطب والجراحة من الكلية نفسها عام 1954. وهو أول من أجرى عمليات اعوجاج القدم الولادي والخلع الولادي إضافة إلى عمليات الانزلاق الغضروفي وعرق النسا. نشرت أبحاثه في العديد من الصحف والمجلات الطبية المتخصصة ونوقشت العمليات الجراحية التي أجراها في العديد من المؤتمرات الطبية في بريطانيا وفرنسا واليابان وروسيا وإسبانيا كما عالج عدد من الرؤساء والزعماء العرب والدبلوماسين الأجانب، وأشرف على علاج عبد الكريم قاسم جراء أصابته في حادثة رأس القرية في شارع الرشيد عام 1959.

## مجزرة مدينة الطب
في عام 1980 وبعد إزاحة الرئيس أحمد حسن البكر من السلطة والتصفية التي جرت في قاعة الخلد، أُبعد السباك ومجموعة من الأطباء بلغ عددهم ثمانيةٍ وأربعين طبيبًا من مشاهير الأطباء، وأُحيلوا إلى التقاعد لأسباب غير معروفة. سميت هذه الحادثة بمجزرة مدينة الطب إعلاميًا. اعتقل السباك ضمن المجموعة المذكورة وحكم عليه بالسجن وأودع في قسم الأحكام الخاصة في سجن أبو غريب، حيث عمل في الوحدة الطبية. أُطلق سراحه بعد سنتين ونصف عاد لممارسة مهنته في عيادته الكائنة بمنطقة السنك قبل أن يغادر العراق.

## وفاته
توفى هادي السباك في لندن عام 1425هـ/ 2004م.